# Gâcogne
Gâcogne – miejscowość i gmina we Francji, w regionie Burgundia-Franche-Comté, w departamencie Nièvre.
Według danych na rok 1990 gminę zamieszkiwało 256 osób, a gęstość zaludnienia wynosiła 10 osób/km² (wśród 2044 gmin Burgundii Gâcogne plasuje się na 657. miejscu pod względem liczby ludności, natomiast pod względem powierzchni na miejscu 265.).